# Sankt Clemens Kirke (Randers)
 For alternative betydninger, se Sankt Clemens Kirke. (Se også artikler, som begynder med Sankt Clemens Kirke)
Sankt Clemens Kirke er en kirke i Randers Søndre Provsti, Aarhus Stift.
Byggeriet af kirken blev påbegyndt 25. november 1961, og kirken stod færdig 8. september 1963. Kirkens grundsten er en granitkvadre fra Randers' ældste kirke, der også hed Skt. Clemens Kirke – som blev nedrevet i 1540, mens den anden er en munkesten fra Skt. Mortens Kirke og den tredje grundsten en mursten fra Skt. Peders Kirke. Sognet blev udskilt af de to sogne i 1952. Frem til 1963 anvendtes en midlertidig kirke.
Skt. Clemens Kirke er tegnet af arkitekterne Inger og Johannes Exner og Knud Erik Larsen og er placeret på en sydvendt skrænt i et hjørne af Vestparken. Kirken er opført i gule mursten og fyrretræ.
Kirkehuset, Clemenshuset, blev indviet i 1984, som en tilbygning til selve kirken.
Skt. Clemens Kirke har gennemgået en større ombygning, der stod færdig i 2005.

## Eksterne kilder og henvisninger
- Sankt Clemens Kirke på sogn.dk
- Sankt Clemens Kirke hos KortTilKirken.dk